# Vitalanalyse
Vitalanalyse ist ein rechtlich nicht geschützter pseudomedizinischer Begriff. Dahinter stehen kommerzielle Angebote, die nach eigenen Angaben den gesundheitlichen Zustand eines Menschen analysieren.

## Faktoren der Analyse
Dabei werden je nach Anbieter verschiedene Faktoren herangezogen, die nur teilweise direkte, wissenschaftlich nachweisbare Zusammenhänge mit dem Gesundheitszustand des Probanden haben:
| - Proteinfaktor - Body-Mass-Index (BMI) - Grundumsatz - pH-Wert | - Körperfett - Muskelanteil - Wasseranteil - Viszeralfett (Organfett) | - Knochenmasse - Stoffwechselalter - Körperbauwert |

## Anbieter
Derartige Angebote werden von Fitnesscentern, freiberuflich tätigen Gesundheitsberatern oder Ärzten angeboten. Daneben bestehen Online-Angebote, die versuchen, ohne Laboruntersuchungen und allein auf Basis von Fragebögen Aussagen zu treffen. Diese Angebote dienen teilweise dazu, den Verkauf von Nahrungsergänzungsmitteln oder Ähnlichem zu fördern, die scheinbare, durch die Analyse aufgedeckte Probleme, beseitigen sollen.